# Isolde Frölian
Isolde Frölian, née le 8 avril 1908 à Dresde (Allemagne) et morte le 6 novembre 1957 à Dresde (Allemagne de l'Est), est une gymnaste artistique allemande.

## Biographie
Isolde Frölian remporte aux Jeux olympiques d'été de 1936 à Berlin la médaille d'or du concours général par équipes féminin avec Käthe Sohnemann, Anita Bärwirth, Erna Bürger, Friedl Iby, Trudi Meyer, Paula Pöhlsen et Julie Schmitt.